# Koninklijke Harmonie "Sinte-Cecilia", Sint-Amands aan de Schelde
De Koninklijke Harmonie "Sinte-Cecilia", Sint-Amands aan de Schelde is een harmonieorkest uit Sint-Amands en werd opgericht in 1772. 

## Geschiedenis
In zijn Nomenclature des Sociétés Musicales de Belgique (Anvers, Van Merlen et fils, 1853) vermeldt de auteur Éduard Jacops 25 verenigingen opgericht vóór 1800, waarvan 18 in Vlaanderen en 7 in Wallonië. Daaruit is gebleken, dat de toenmalige Société d’Harmonie uit Sint-Amands vermoedelijk het oudste niet militaire harmonieorkest in België is.
In 1921 verleende koning Albert I van België het predicaat Koninklijk aan de harmonie.
De vereniging is lid van het Koninklijk Muziekverbond van België en van Vlamo.

## Dirigenten
- ????–???? Octave Joannes Josephus Peeters
- 1896–???? Leon Van der Borght
- 1911–1922 Petrus Van Wesemael
- 1922–1924 Petrus De Strooper
- 1924–???? Louis Van Derwalle
- 1936–???? Dhr. Van Breedam
- ????–???? Jozef Van Grasdorff
- 1956–1962 Maurice Bonnaerens
- 1962–1964 Jozef Michiels
- 1964–1973 Maurice Bonnaerens
- 1973–1980 Frans Boeykens
- 1980–1984 Leo F. Stroobrandt
- 1984–1991 Frans Boeykens
- 1991–1994 Paul Lauwers
- 1994–2014 Johan Van den Eede
- 2015–2019 Leen Van Damme
- 2020–heden Eddy Chrisostomus